# Cumbia Ebria
Cumbia Ebria es un grupo español que mezclan funk, rock y pop formado a principios del 2006 en el área industrial de Puerto Naos, Arrecife, Lanzarote. El grupo está compuesto por Mame Hernández, José Suárez, Alfonso Carlos Rodríguez, Erik Jiménez, Vicente Cabrera y Fernando Robayna.
El grupo sacó su primer disco en 2011, Satán baila la Cumbia, donde se refleja la mezcla de estilos funk, rock y pop con claras influencias de la música de baile.

## Trayectoria
Cumbia Ebria nace en el año 2006 en el área industrial de puerto Naos, Arrecife, como continuación de un grupo emblemático de Lanzarote llamado Culo, formado por los mismos miembros.
En el verano de 2007 sacaron su primer disco en los Estudios Néptar (Lanzarote), con la producción de Ane Fernández. el CD contiene cuatro temas con los que participaron en concursos como el certamen de bandas Papagayo Rock, el cual ganaron, celebrado en el tratro-bar "El Antro", Lanzarote. En este mismo año dan el salto a la isla vecina, Fuerteventura, para tocar en el Lebrancho Rock.
Tocaron en las fiertas de San Ginés en Lanzarote y como invitados en Deluxe. Han participado en el Festival Break Park en Lanzarote, en el Canarias at The Hotel en Tenerife y el Festival de Músicas Alternativas de Canarias (FMAC).
En el verano de 2011 grabaron nuevamente en los Estudios Néptar el disco Satán baila la Cumbia, con Ane Fernández. El disco contiene siete cortes originales, con una cover del grupo español Parálisis Permanente.
En 2016 sacaron su tercer disco, Baila Conmigo, grabado en los Estudios Neptar en 2014. Un LP con 4 cortes y remezclas de Fabe BKids y Jorganes y Fuck the Troika.
En 2017 formaron parte del cartel en el Festival de Música Sonidos Líquidos junto a otros grupos como Banadú, Kitty, Daisy & Lewis y Love of Lesbian.

## Miembros
- Mame Hernández (bajista)
- José Suárez (batería)
- Alfonso Carlos Rodríguez (teclados)
- Erik Jiménez (percusión)
- Vicente Cabrera (guitarra y voces)
- Fernando Robayna (guitarra y voces)

## Galería

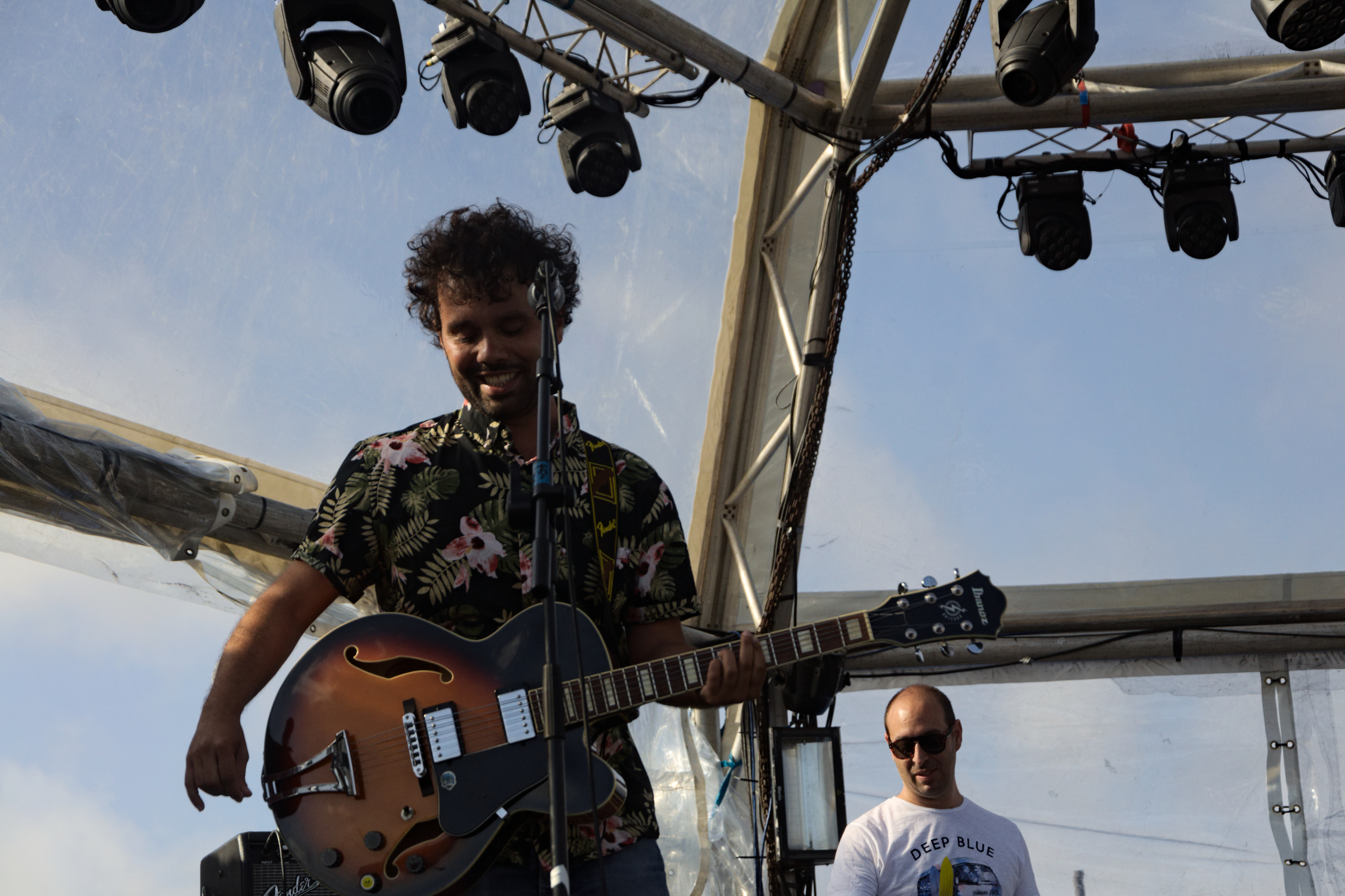
Vicente Cabrera en Sónidos Líquidos 2017
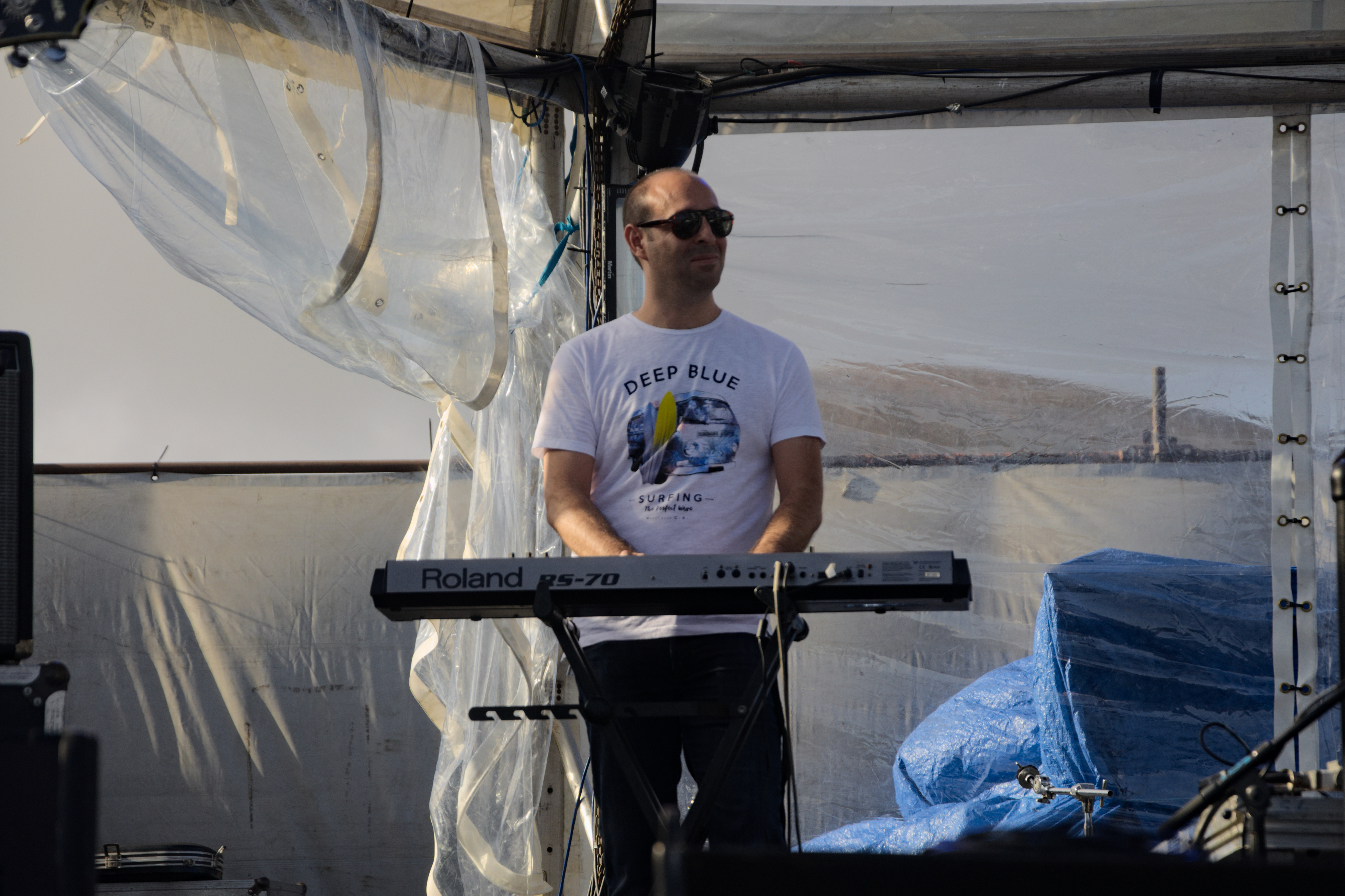
Alfonso C. Rodríguez en Sónidos Líquidos 2017
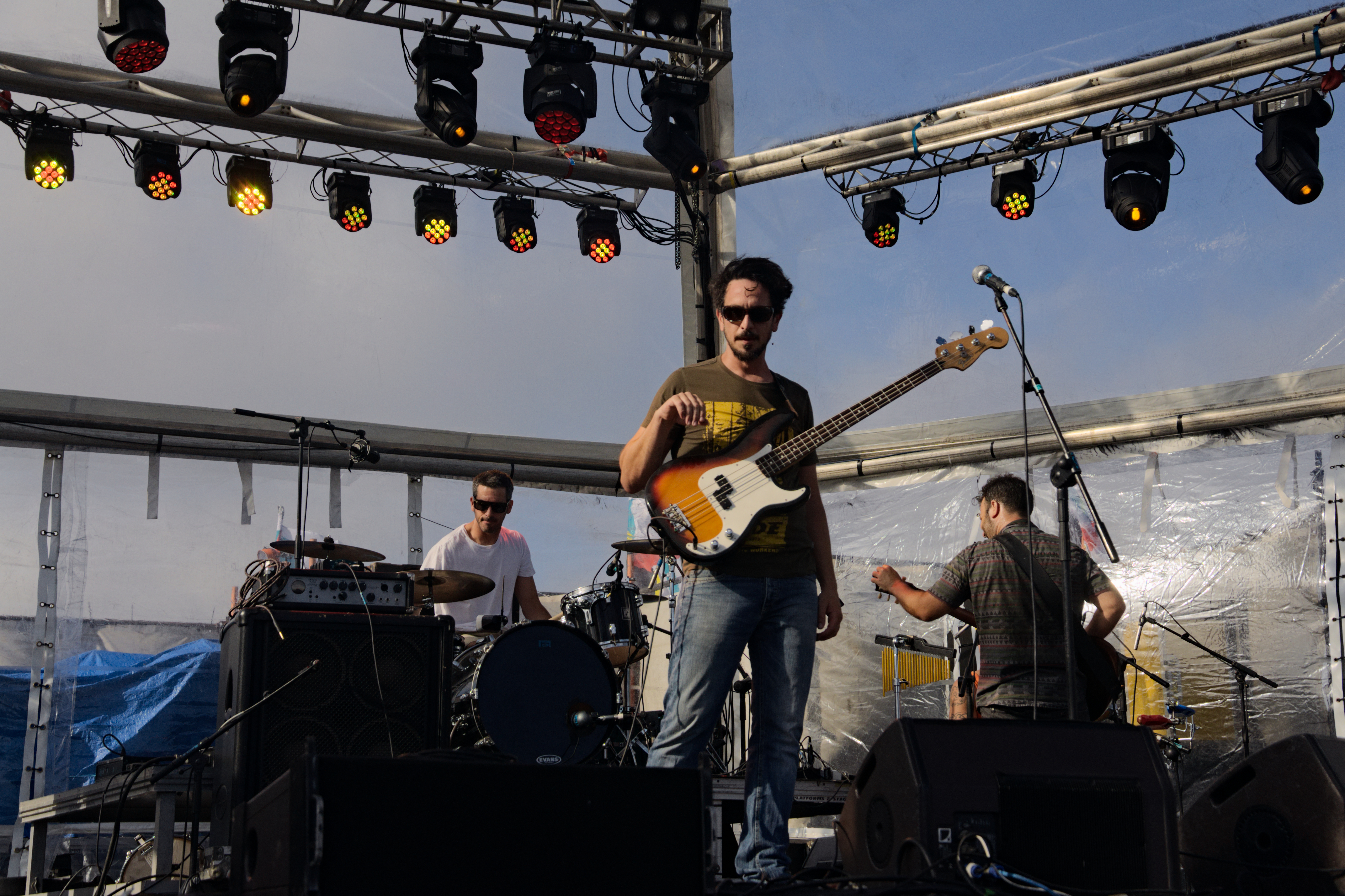
Mame Hernández en Sónidos Líquidos 2017
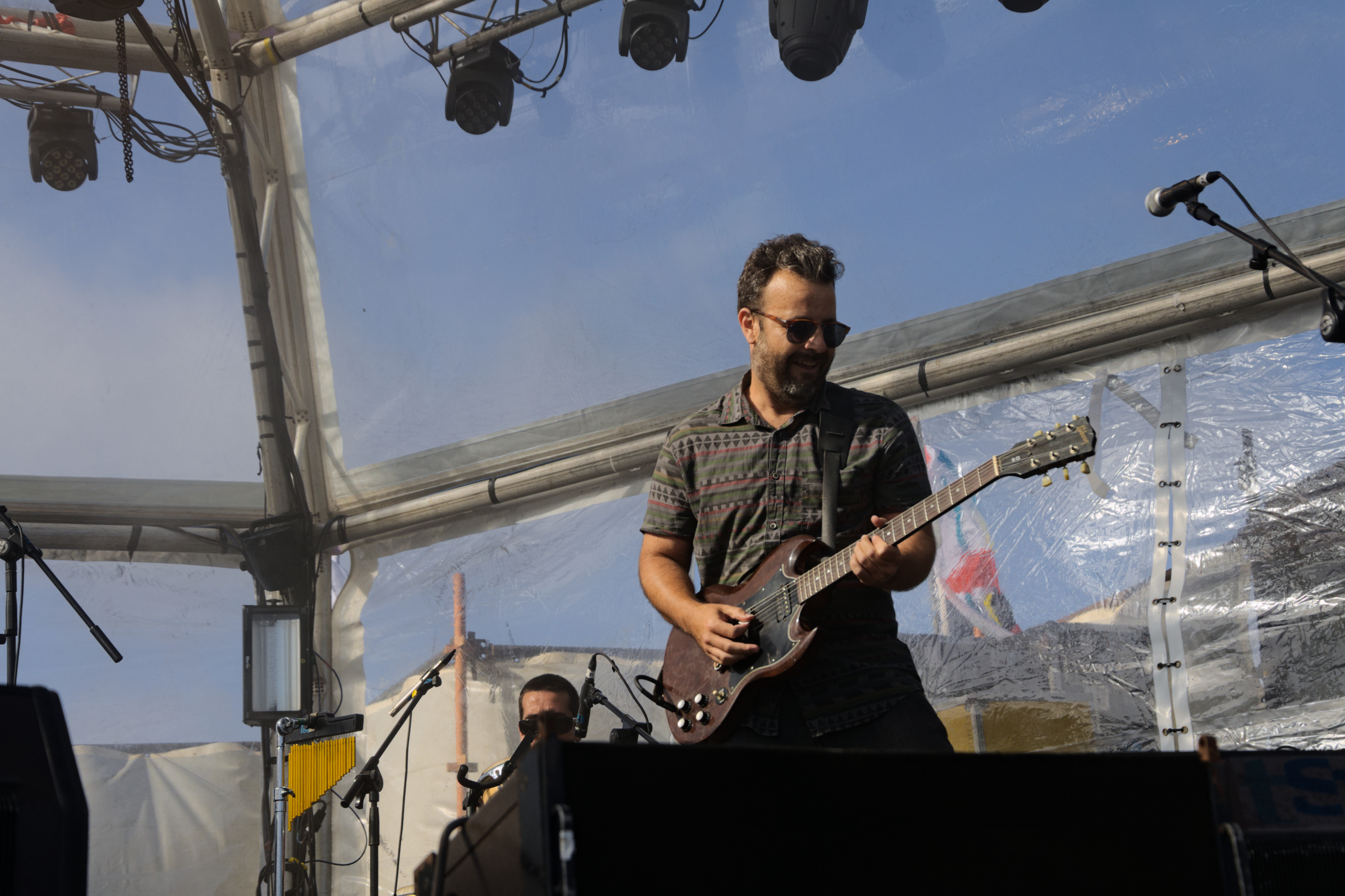
Fernando Robayna en Sónidos Líquidos 2017
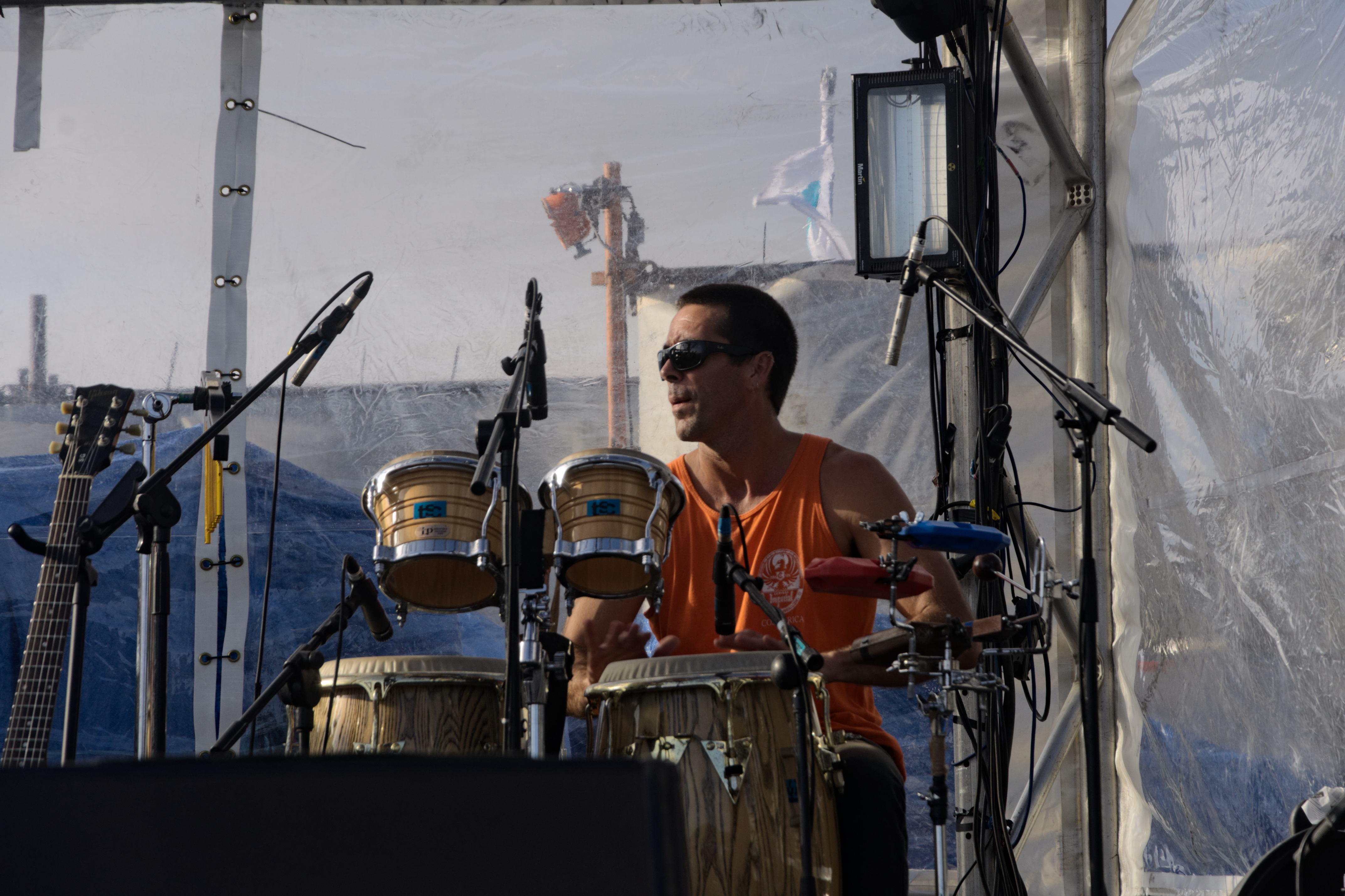
Erik Jiménez

## Discografía
- 2007 Cumbia Ebria.[7]
- 2014 Satán baila la Cumbia.[4]
- 2016 Baila Conmigo.[5]